# 格兰特·沙曼
格兰特·沙曼（英語：Grant Sharman，1961年12月8日—），新西兰男子轮椅橄榄球运动员。他曾代表新西兰参加1996年和2000年夏季残疾人奥林匹克运动会轮椅橄榄球比赛，获得一枚铜牌。